# Unité militaire

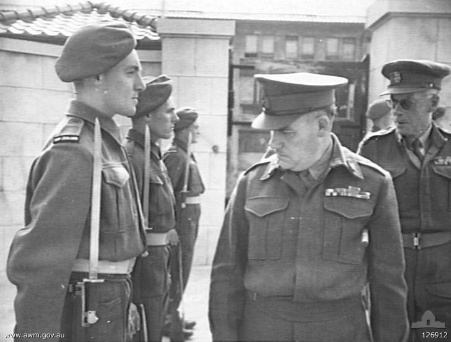
Le lieutenant général commandant en chef de la BCOF (British Commonwealth Occupation Force) au Japon J. Northcott inspectant la garde d'honneur de la 9e brigade d'infanterie de Nouvelle-Zélande en son Q.G. le 17 avril 1946

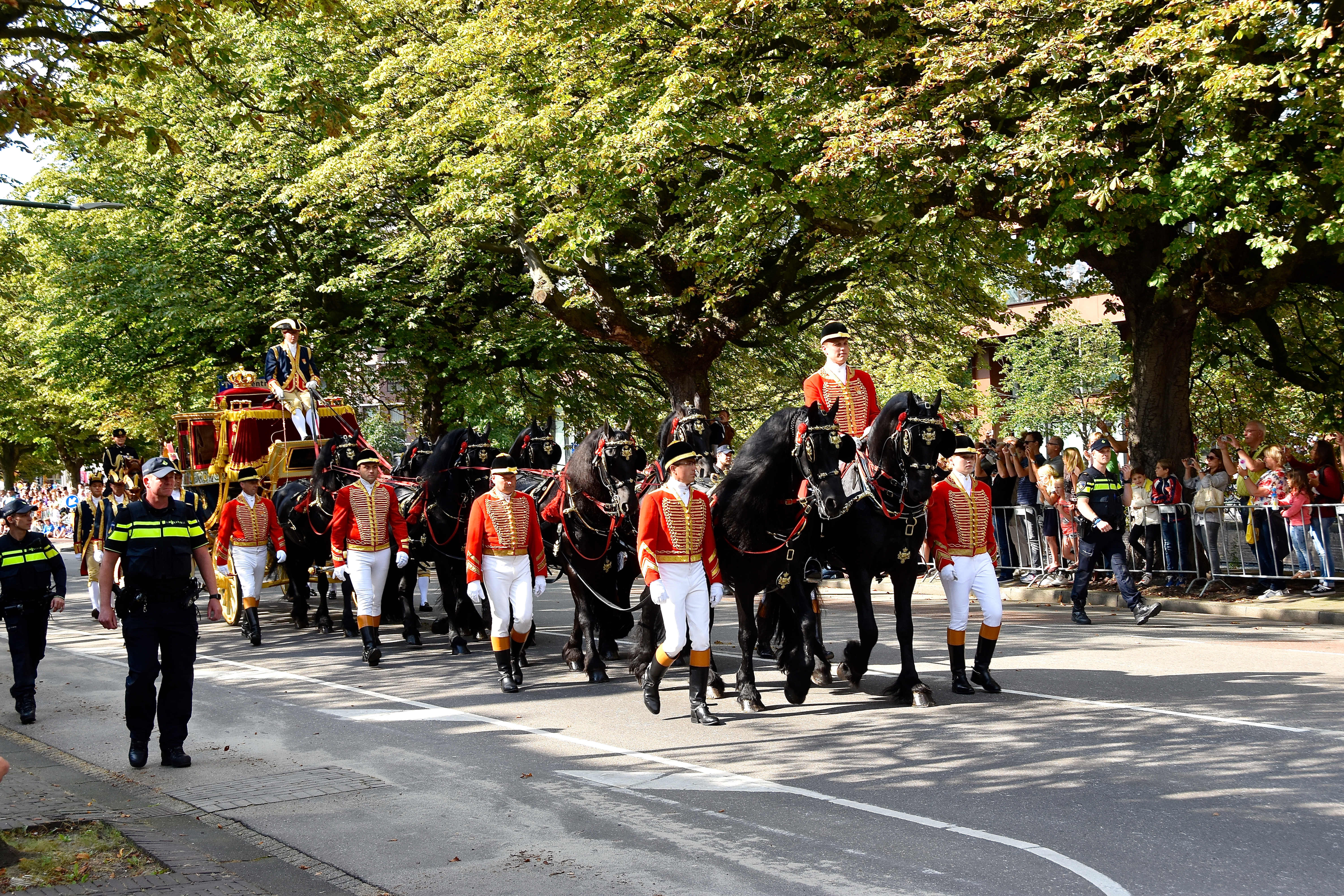
Unité de la garde des Pays-Bas en habits traditionnels escortant le roi jusqu'au Binnenhof pour qu'il prenne part à une réunion annuelle du Prinsjesdag en septembre 2016

Une unité militaire est une composante d'armée.
L'énumération exhaustive des unités militaires composant une armée en campagne est nommée ordre de bataille. Il permet notamment une comparaison des forces en présence sur le plan stratégique avant leur engagement tactique. Ce terme est extensible à la description complète d'une armée nationale.

## Hiérarchie d'armées modernes
Le tableau suivant donne un aperçu de quelques-uns des termes utilisés pour décrire la hiérarchie d'une armée dans les forces armées des pays sur la terre. Bien qu'il soit reconnu qu'il y a des différences entre les armées de différentes nations, plusieurs sont adaptées des modèles britannique ou américain, ou des deux. Par contre, plusieurs unités militaires et formations remontent à loin dans l'histoire, et ont été créées par différents intellectuels militaires, au travers de l'histoire européenne notamment.
Par exemple, les corps d'armée sont introduits en France en premier au XVIIIe siècle, mais ont été intégrés dans l'organisation de la majorité des armées de terre. Les lecteurs intéressés par les détails spécifiques d'une armée nationale (incluant les modèles britannique ou américain) peuvent consulter les pages propres au pays en question.
Les sigles OF correspondent aux codes OTAN des grades des officiers des armées de terre et les sigles OR aux codes OTAN des grades des sous-officiers et militaires du rang des armées de terre.
| APP-6A Symbole | Dénomination | Effectifs            | Unités constituantes | Commandant ou leader                                                                                                  |
| -------------- | --- | -------------------- | --- | --- |
|                | région, théâtre | 1 000 000-10 000 000 | 4+ groupe d'armées | OF-10 : feld-maréchal OF-9 : général, général d'armée ou colonel général                                              |
|                | groupe d'armées, front | 400 000-1 000 000    | 2+ armées | OF-10 : feld-maréchal OF-9 : général, général d'armée ou colonel général                                              |
|                | armée | 80 000–200 000       | 2–4 corps d'armée | OF-9 : général, général d'armée ou colonel général                                                                    |
|                | corps d'armée | 20 000–45 000        | 2+ divisions | OF-9 : général ou général d'armée OF-9 ou OF-8 : général de corps d'armée OF-8 : lieutenant général                   |
|                | division | 25 000               | 3 brigades | OF-8 : lieutenant-général OF-8 ou OF-7 : général de division OF-7 : major général                                     |
|                | brigade | 7000-8000            | 2+ régiments, 3–6 bataillons ou régiments du Commonwealth                                                                        | OF-7 : major-général OF-7 ou OF-6 : général de brigade OF-6 : brigadier ou brigadier général (parfois OF-5 : colonel) |
|                | régiment, groupe | 3500-4000            | 2+ bataillons | OF-5 : colonel |
|                | bataillon d'infanterie, escadron, régiment blindé du Commonwealth, régiment/groupe d'artillerie/bataillon de l'armée argentine | 300–1 300            | 2–6 compagnies, batteries, troupes de cavalerie américaine, ou escadrons du Commonwealth, escadrons/compagnies d'armée argentine | OF-4 : lieutenant-colonel ou OF-3 : commandant                                                                        |
|                | escadron , compagnie | 120                  | 5 pelotons ou 12 véhicules | OF-2 : capitaine, OR-9 : major ou adjudant-chef                                                                       |
|                | peloton, section, troupe du Commonwealth                                                                                       | 25                   | 25 hommes ou 3-4 équipages d'engins blindés                                                                                      | OF-1 : premier ou second lieutenant ou OR-8 : adjudant                                                                |
|                | groupe, patrouille, section (en Belgique et au Canada)                                                                         | 7-15                 | 2-4 équipes | OR-4 : caporal-chef à OR-7 : sergent-chef                                                                             |
|                | équipe, équipage, escouade | 4-8                  | 2-4 binômes | OR-3 : caporal à OR-5 : sergent                                                                                       |
|                | binôme | 2                    | n/a | OR-2 : soldat de première classe                                                                                      |

## Typologie
- Grèce antique :
  - phalanges, composées d’hoplites, de peltastes, de gymnètes, etc.,
  - hypaspiste,
  - cavalerie légère de(s) prodromoï,
  - trières (sur mer).

- Perse :
  - mélophores.

- Armée romaine :
  - centuries, composées de vélites, hastati, principes et triarii ;
  - cohortes,
  - légions,
  - manipules,
  - turmes.

- Moyen Âge occidental :
  - bannières,
  - batailles,
  - compagnies :
    - compagnies d'ordonnance,
    - grandes compagnies ;

  - lances.

- Affectations spécifiques :
  - unités disciplinaires.